# Liste der Bischöfe von Arras
Die folgenden Personen waren seit der Gründung des Bistums im Jahr 1094 Bischöfe von Arras (Frankreich):
- Lambert 1095–1115
- Robert I. 1115–1131
- Alvise 1131–1148
- Godescalc 1150–1161
- André de Paris 1161–1173
- Robert II. 1173–1174
- Fremold 1174–1183
- Pierre I. 1184–1203
- Raoul de Neuville 1203–1221
- Ponce 1221–1231
- Asson 1231–1245
- Fursy 1245–1247
- Jacques de Dinant 1248–1259
- Pierre de Noyon 1259–1280
- Guillaume d'Isy 1282–1293
- Jean Lemoine 1293 gewählt, 1294 Kardinal
- Gérard Pigalotti 1296–1316
- Bernard 1317–1320
- Pierre de Chappes 1320–1326
- Jean du Plessis-Pasté 1326–1328
- Thierry de Hérisson 1328
- Pierre Roger de Beaufort 1328–1329
- André Ghini de Malpighi 1331–1334
- Jean Mandevilain 1334–1339
- Pierre Bertrand de Colombier 1339–1344
- Aimery de Beaufort 1344–1361
- Gérard de Dainville 1362–1369
- Adhémar Robert 1369–1370
- Étienne I. 1370–1371
- Hugues Faidit 1371–1372
- Pierre Masuyer 1372–1391
- Jean Canard 1391 oder 1392–1407
- Martin Poré 1408–1426
- Hugues de Cayeu 1426–1438
- Fortigaire de Plaisance 1438–1452
- Jakob von Portugal 1453
- Denis de Montmorency 1453 Elekt († 1474, siehe Stammliste der Montmorency)
- Jean Jouffroy OSB 1453–1462
- Pierre de Ranchicourt 1463–1499
- Jean Gavet 1499–1501
- Nicolas Le Ruistre 1501–1509
- François de Melun 1509–1512 (Haus Melun) (dann Bischof von Thérouanne)
- Philipp Kardinal von Luxemburg 1516–1518
- Pietro Kardinal de Accolti 1518–1523 (Apostolischer Administrator)
- Eustache de Croÿ 1524–1538
- Antoine Kardinal Perrenot de Granvelle 1538–1559 (dann Bischof von Saint-Omer, später Erzbischof von Besançon)
- François Richardot 1561–1574 (dann Erzbischof von Cambrai)
- Mathieu Moullart OSB 1575–1600
- Jean du Ploich 1600–1602
- Jean Richardot 1602–1610
- Hermann Ottemberg 1611–1626
- Paul Boudot 1626–1635
- Nicolas Duffif 1635–1651
- (Ladislas Jonnart 1651–1662) (dann Erzbischof von Cambrai)
- Jean-Pierre Camus 1651–1652
- Étienne Moreau 1656–1670 (oder 1668–1670) ?
- Guy de Sède de Rochechouart 1670–1724
- François Baglion de La Salle 1725–1752
- Jean de Bonneguise 1752–1769
- Louis François Marc Hilaire de Conzié 1769–1790
- Hugues Kardinal de La Tour d’Auvergne Lauragais 1802–1851  (Haus La Tour d’Auvergne)
- Pierre Louis Parisis 1851–1866
- Jean-Baptiste Joseph Lequette 1866–1882
- Guillaume René Meignan 1882–1884 (dann Erzbischof von Tours und Kardinal)
- Desiré-Joseph Dennel 1884–1891
- Alfred-Casimir-Alexis Williez 1892–1911
- Émile-Louis Cornil Lobbedey 1911–1916
- Eugène Louis Ernest Julien 1917–1930
- Henri-Édouard Dutoit 1930–1945 (dann Titularbischof von Letopolis, später Titularerzbischof von Sebastopolis in Abasgia)
- Victor-Jean Perrin 1945–1961 (dann Titularbischof von Blaundus)
- Gérard-Maurice Eugène Huyghe 1961–1984
- Henri-François-Marie-Pierre Derouet 1985–1998
- Jean-Paul Maurice Jaeger 1998–2020
- Olivier Leborgne seit 2020